# WRAL HDTV Mast
WRAL HDTV Mast – maszt radiowy w mieście Auburn w stanie Karolina Północna. Wybudowany w 1989 roku. Jego wysokość wynosi 609,5 metra.